# Parafia Ewangelicko-Augsburska w Wiśle Głębcach
Parafia Ewangelicko-Augsburska w Wiśle Głębcach – parafia luterańska w Wiśle, w dzielnicy Głębce, należąca do diecezji cieszyńskiej.

## Historia
Punkt katechetyczny w Głębcach należący do wiślańskiej parafii ewangelickiej został uruchomiony w 1997 i początkowo działał w budynku prywatnym, który został następnie sprzedany przez dotychczasowych właścicieli na rzecz parafii. W latach 1981–1982 doszło do jego przebudowy na kaplicę. W 1981 pracę w punkcie katechetycznym rozpoczął student teologii Tadeusz Byrt. W 1983 został on ordynowany na księdza. W kaplicy zainaugurowano wówczas prowadzenie regularnych nabożeństw, a działalność rozpoczął tutejszy chór.
W wyniku podziału parafii w Wiśle Centrum z dniem 1 grudnia 1994 placówka w Głębcach została przekształcona w samodzielną parafię z ks. Tadeuszem Byrtem jako proboszczem-administratorem. W 1996 został on mianowany jej proboszczem.
Według stanu na rok 2003 parafia skupiała 1029 wiernych.
16 sierpnia 2004 miało miejsce poświęcenie placu pod budowę kościoła. 13 sierpnia 2017 odbyła się uroczystość poświęcenia ukończonego obiektu.
W 2013 parafia liczyła 986 wiernych, natomiast w 2019 należało do niej 978 osób.
W związku z przejściem dotychczasowego proboszcza na emeryturę, 2 lipca 2023 na wyborczym zgromadzeniu parafialnym zdecydowano, że nowym proboszczem zostanie ks. Oskar Wild, pełniący poprzednio stanowisko wikariusza w parafii w Skoczowie. 1 października 2023 miała miejsce uroczystość wprowadzenia go w urząd.